# بایبرهرن
بایبرهرن (به آلمانی: Bieberehren) یک شهر در آلمان است که در وورتسبورگ واقع شده‌است.